# Egidije Bulešić
Egidije Bulešić (tal. Egidio Bullesi; Pula, 24. kolovoza 1905. – Pula, 25. travnja 1929.), kandidat za sveca, časni sluga Božji, humanitarni djelatnik, mornar, brodski tehnički crtač, tesar i bravar.

## Životopis
Rođen je u Puli u obitelji devetero djece. Kršten je u katedrali u Puli te je započeo školovanje u pulskoj osnovnoj školi "Tone Peruško",  (prije se zvala "Sveti Martin"). Srednju školu pohađao je u Grazu i Puli. Slučajna ga je svibanjska pobožnost vratila vjeri. Postao je vrlo aktivan član franjevačkog trećeg reda, vođa Katoličke akcije i Kluba sv. Franje. Kada je ušao u Treći red sv. Franje uzeo je ime Ludovik (Ljudevit).
Za vrijeme Prvog svjetskog rata, obitelj je iseljena iz Pule s više od 60 000 drugih ljudi. Morali su otići u iseljeničke logore u Mađarskoj i Austriji. U Grazu je Egidije prosio sa sestrom da bi preživjeli. Nakon rata, vratio se u Pulu i postao tesar u brodogradilištu "Uljanik", a kasnije brodski tehnički crtač, nakon što je završio večernju školu. Svako jutro išao je na svetu misu, a nakon toga na posao. Osnovao je u Puli Katoličku akciju i upisao se u treći red sv. Franje. Pohodio je starce i bolesne, pomagao je napuštenoj djeci. Često je hodočastio u svetište Majke Božje od milosti u Šijani. 
Na odsluženju vojnog roka na brodu s 2000 mornara, postao je apostol među mornarima. Na brodu je osnovao brodsku knjižnicu i podigao oltar. Okupljao je mornare i časnike te promicao vjeru i moral. Nakon vojske ostao je bez posla, jer se nije želio priključiti fašističkom pokretu. Otišao je u Monfalcone u Italiju, stanovao je kod župnika i djelovao humanitarno. Obolio je od tuberkuloze i vratio se u Pulu. Liječio se bez uspjeha. Umro je u 24. godini života na glasu svetosti kao trećoredac sv. Franje obučen u redovničke haljine. Njegovi posmrtni ostaci čuvaju se u Franjevačkom samostanu Majke Božje na otočiću Barbanu kraj Venecije, gdje ih je njegov brat Eugen, svećenik prenio 4. svibnja 1973.
Papa Ivan Pavao II. proglasio ga je 1988. časnim slugom Božjim. U Italiji se vodi postupak za njegovo proglašenje blaženim i svetim. Tamo postoji "Odbor franjevačkog reda za promicanje života i djela sluge Božjeg Egidija Bulešića". Objavljeno je više njegovih životopisa u preko 150.000 primjeraka na hrvatskom i na više drugih jezika. Novine Svete Stolice, "Osservatore Romano", proglasile su Egidija Bulešića "najšarmantnijom mladom ličnošću 20. stoljeća " i "Čudom Božje milosti".

## Izbori
1. ↑  ktabih ČASNI SLUGA BOŽJI EGIDIJE BULEŠIĆ, pristupljeno 21. srpnja 2015.

## Vanjske poveznice
|  | Zajednički poslužitelj ima još gradiva o temi Egidije Bulešić |